# Ro (langue)
Pour les articles homonymes, voir RO.
Ro est une langue construite créée par l'américain Rev. Edward Powell Foster (1853-1937), commencée en 1904. En Ro, les mots sont construits sur la base d'un système de catégories. Par exemple, le mot pour « rouge » est « bofoc » et « jaune » est « bofof ». Tous les mots commençant par « bofo- » désignent des couleurs. 
- rouge
 bofoc
- jaune
 bofof
- vert
bofog
- bleue
bofol

blanc bodoc
gris bodog
noir bodom
marron bodol

rouge bofoc
jaune bofof
vert bofog
bleue bofol

Foster n'a pas seulement essayé de créer un meilleur langage en général, mais a voulu optimiser son nouveau langage dans un but précis : la reconnaissance des mots inconnus.
Foster écrivait à propos de Ro :
« Ro n'a pas été conçu dans l'objectif de supplanter aucun autre langage, ni naturel, ni artificiel, et ne fut inspiré par aucun d'eux. De manière inattendue vint la réflexion : 'Combien est-il étrange que rien dans l'apparence d'un mot écrit ou imprimé n'en suggère le moindre sens implicitement. Pourquoi un mot ne serait-il pas semblable à une image ? Un nouveau mot jamais vu auparavant serait alors, comme une peinture au premier regard, chargé d'un minimum de sens'. »
Après un travail de deux ans sur ce langage, Foster publia la première brochure traitant de Ro en 1906. La publication de périodiques sur Ro était encouragée par plusieurs donateurs américains, y compris Melvil Dewey, inventeur de la classification décimale à son nom, une autre tentative de classification du savoir de l'humanité. Plusieurs autres livres sur Ro sortirent au fil des années jusqu'en 1932.
Une critique habituelle de Ro consistait dans l'ambiguïté des mots par leur ressemblance sonore ; souvent, une consonne change le sens du mot mais il reste suffisamment proche pour empêcher de deviner son sens par le contexte. Ceci peut expliquer que Ro n'eut pas le succès rencontré par d'autres langages construits comme l'espéranto et l'ido.
Solresol est un langage par catégories plus ancien, utilisant moins de symboles et permettant une meilleure distinction. D'autres essais récents de création de langage suivirent les mêmes principes, comme Ygyde, mais la plupart des inventeurs de langages construits évitent ce système hiérarchique et taxinomique pour les raisons évoquées précédemment.